# 21 Savage
Shéyaa Bin Abraham-Joseph (1992. október 22. –), művésznevén 21 Savage, brit születésű Grammy-díjas rapper, dalszerző és producer. Londonban született, hét évesen költözött Atlantába. 2015-ben lett ismert a The Slaughter Tape mixtape megjelenése után, majd hírnevét a Savage Mode (2016) középlemez kiadása után szerezte. Közreműködött Drake 2016-os Sneakin és Post Malone 2017-es Rockstar kislemezén.
21 Savage debütáló albuma, az Issa Album (2017) második helyig jutott a Billboard 200-on és a Bank Account kislemez róla a rapper első sikeres dala lett. Első listavezető kislemeze 2017 végén jött, mikor közreműködött Post Malone 2017-es Rockstar kislemezén, amelyet két Grammy-díjra is jelöltek. Második albuma, az I Am > I Was (2018) első helyen debütált a Billboard 200-on és két hetet töltött az élén.
2019. február 3-án az ICE letartóztatta, kiderült, hogy brit születésű, aki illegálisan tartózkodott az Egyesült Államokban vízumának lejártát követően, 2006 óta. Február 13-án elengedték, azóta nem történt meg meghallgatása. A 2020-as Grammy-gálán elnyerte a díjat a Legjobb rap dal kategóriában, az A Lot című kislemezéért. A Savage Mode II 2020 októberében jelent meg és első helyen debütált a Billboard 200-on.

## Karrier

### 2014–15: aThe Slaughter Tapeés aSlaughter King
Miután 21. születésnapján elhunyt egy barátja, 21 Savage elkezdett rappelni. 2013-ban elhunyt barátjának nagybátyja adott neki pénzt arra, hogy stúdióba tudjon vonulni. 2014. november 12-én kiadta debütáló kislemezét, a Picky-t, amelynek DJ Plugg volt a producere. Ez később helyet kapott The Slaughter Tape a mixtape-jén, amely 2015. május 25-én jelent meg.
2015. július 2-án 21 Savage kiadta a Free Guwop középlemezt Sonny Digitallal, amely Gucci Mane tiszteletére készült. 2015. december 1-én kiadta második mixtape-jét, a Slaughter King-et.

### 2016–17: aSavage Mode, azIssa Album, és aWithout Warning
2016 júniusában helyet kapott az XXL éves Freshman listáján. 2016. július 15-én kiadta a Savage Mode középlemezét Metro Boomin atlantai producerrel. Az EP 23. helyig jutott a Billboard 200-on, ezzel a legsikeresebbje lett. Szerepelt a Fader címlapján. X című kislemeze, amelyen közreműködött Future, a rapper első platinalemeze lett az Egyesült Államokban. 2017 januárjában bejelentette, hogy aláírt az Epic Records kiadóval.
2017-ben debütáló stúdióalbuma, az Issa Album második helyig jutott a Billboard 200 slágerlistán. A Bank Account kislemeze pedig 12. lett a Billboard Hot 100-on. Ugyanebben az évben közreműködött Post Malone Rockstar kislemezén, amely első helyig jutott a Billboard Hot 100-on, a rapper első ilyen dala.

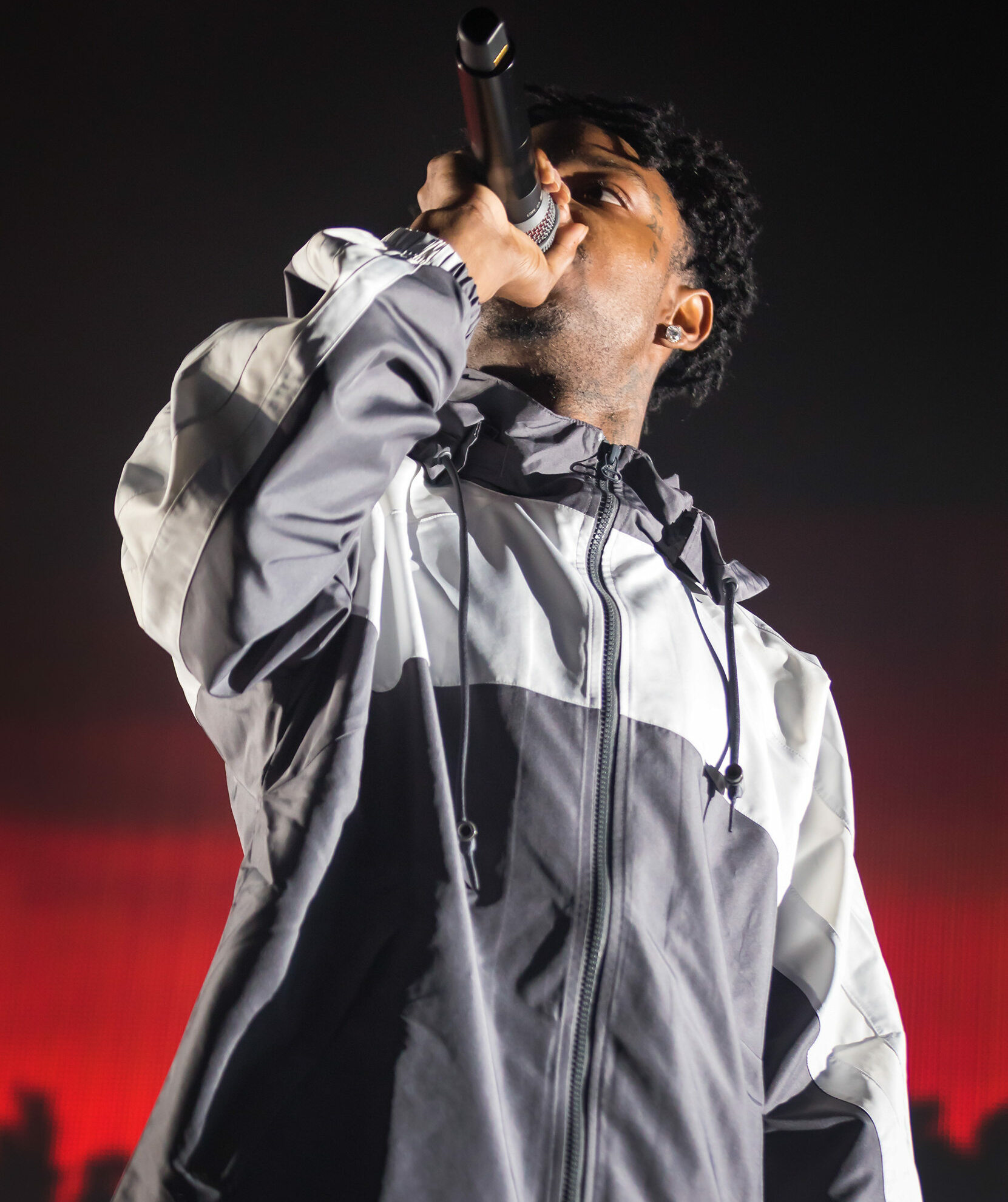
21 Savage 2018 júniusában

2017. október 31-én kiadott egy albumot Offset és Metro Boomin közreműködésével Without Warning címen. Negyedik helyen debütált a Billboard 200-on és pozitívan fogadták a zenekritikusok. Az első kislemeze, a Ric Flair Drip 13. helyig jutott a Billboard Hot 100-on.

### 2018–napjainkig: azI Am > I Wasés aSavage Mode II
2018 áprilisában közreműködött Young Thug Hear No Evil középlemezén Nicki Minaj és Lil Uzi Vert társaságában. Később a hónapban szerepelt SahBabii Outstanding kislemezén. 2018. március 21-én közreműködött a Rover 2.0-n. A következő hónapban Ty Dolla Sign Clout dalán dolgozott a Beach House 3 albumon.
2018. december 6-án bemutatta következő lemezének, az I Am > I Was-nak albumborítóját Instagramon. A következő nap bocsánatot kért közösségi média oldalain, hogy "elfelejtette" kiadni az albumot. Az új kiadási dátumot 2018. december 21-re helyezte. 2018. december 13-án Louis Bell producer kiszivárogtatta az album számlistáját. 21 Savage második stúdióalbuma, az I Am > I Was 2018. december 21-én jelent meg, olyan közreműködőket felsorakoztatva, mint Travis Scott, Post Malone, Childish Gambino, Offset, J. Cole, Gunna, Lil Baby, Project Pat, Yung Miami és Schoolboy Q. Az I Am > I Was első helyen debütált a Billboard 200-on és 131 ezer példány kelt el belőle az első héten. Az A Lot kislemeze az albumról Grammy-díjat nyert.
2019-ben csak egy dalt adott ki, Immortal címmel. 2020 februárjában bejelentette, hogy kiadja a Savage Mode II-t Metro Boominnal. 2020. szeptember 28-án bejelentették az album megjelenési dátumát. A Savage Mode II október 2-án jelent meg és első helyig jutott a Billboard 200-on. Ezek mellett szerepelt rajta két kislemez is, amely a legjobb tíz helyig jutott a Billboard Hot 100-on.

## Filantropizmus
2016 augusztusától 21 Savage évente megtartja az Issa Back to School Drive programot Atlantában, amelynek keretei között ingyenes iskolai ellátmányokat, ruhákat és hajvágást adott a helyi diákoknak.
2018 márciusában bejelentette a 21 Savage Bank Account kampány kezdetét az The Ellen DeGeneres Show-n és 21 ezer dollárt adományozott. "Elindítottam a 21 Savage Bank Account Campaign-t, és arra van, hogy megtanítsuk a gyerekeknek, hogy hogyan kell spórolni és pénzt keresni, illetve megnyitni bankszámlákat gyerekeknek." Négy hónappal később 10 ezer dollárt adományozott az atlantai Continental Colony iskolának egy zaklatás ellenes kampány részeként.
2020. július 1-én 21 Savage bejelentette, hogy el fog indítani egy ingyenes programot gyerekeknek és tinédzsereknek, amelynek keretein belül online tanulhatnak írni és olvasni. "Úgy érzem ,hogy most mindennél fontosabb, hogy megadjuk a következő generációnak az eszközöket, hogy sikeresek legyenek." Ennek része az is, hogy a kevésbé tehetős tanulóknak ingyenes tableteket és Wi-Fi kapcsolatot juttassanak Atlantában.

## Magánélete
21 Savage és anyja a nyugat-afrikai joruba ifa vallás követői. 2017 júniusa és 2018 májusa között kapcsolatban volt Amber Rose modellel.

## Diszkográfia
Stúdióalbumok
- Issa Album (2017)
- I Am > I Was (2018)
- American Dream (2024)

Közreműködések és középlemezek
- Savage Mode (Metro Boomin közreműködésével) (2016)
- Without Warning (Offset és Metro Boomin közreműködésével) (2017)
- Savage Mode II (Metro Boomin közreműködésével) (2020)

## Turnék

### Headliner
- I Am > I Was Tour (2019)

## Díjak
| Év   | Díjátadó               | Kategória       | Jelölt/Munka                            | For.   |
| ---- | ---------------------- | --------------- | --------------------------------------- | ------ |
| 2018 | Billboard Music Awards | Legjobb Rap Dal | Rockstar (Post Malone közreműködésével) | [ 54 ] |
| 2018 | MTV Video Music Awards | Az év dala      | Rockstar (Post Malone közreműködésével) | [ 55 ] |
| 2020 | 62. Grammy-gála        | Legjobb Rap Dal | A Lot (J Cole közreműködésével)         | [ 6 ]  |

Az elnyert díjak mellett még 18-ra jelölték.